# Station Aslockton
Aslockton is een station van National Rail in Aslockton, Rushcliffe in Engeland. Het station is eigendom van Network Rail en wordt beheerd door East Midlands Railway. Het station is geopend in 1850. 